# Vrbičje
Vrbičje este o localitate din comuna Grosuplje, Slovenia, cu o populație de 53 de locuitori.